# Ahornbahn
De Ahornbahn is een kabelbaan in Mayrhofen, Oostenrijk. Ze heeft de grootste cabines van het land.
Elk kwartier vertrekt er vanuit ieder station een gondel voor, bij goed weer, een fraaie panoramarit. De afstand van 3,5 kilometer wordt afgelegd met een snelheid van 10 meter per seconde, oftewel met 36 kilometer per uur. Door temperatuursverschil is de kabel in de zomer 4 à 5 meter langer dan in de winter. De rit naar de andere kant van de berg duurt zes en een halve minuut.
De gondel wordt aan weerszijden vastgehouden door 2 draagkabels en door 1 trekkabel voortgetrokken. De kabels, elk met een diameter van 7 centimeter, wegen samen ongeveer 140 ton.

## Bouw
Het aanleveren van de draagkabels gebeurde 's nachts. Nadat de 6 kabels waren aangeleverd, heeft de fabrikant, de firma Doppelmayr, de baan in twee weken geïnstalleerd.
In augustus 2005 werd de bouw van een nieuwe Ahornbahn gestart, genaamd Project Ahornbahn Neu. Deze nieuwe kabelbaan moest in alle opzichten groter, beter en geavanceerder zijn. De gondels zijn gemaakt door CarvaTech. De gondel, waar per rit 160 personen plaats in kunnen nemen, is niet vergelijkbaar met enig andere van zijn soort. De cabine is 9 meter lang en 4,45 meter breed, wat zorgt voor een oppervlakte van ongeveer 40 vierkante meter. Dit wil zeggen dat er per vierkante meter 4 mensen staan, wat in vergelijking met andere kabelbanen ruim is. De hoogte van de cabine is 2,20 meter. Het gewichtsverschil wordt, indien de cabine helemaal vol zit, berekend op zo’n 12,8 ton.
Het station is in vergelijking met de oude versie, zeer modern. Het dalstation is zo ontworpen, dat de skiërs en snowboarders gemakkelijk kunnen in- en uitstappen. Er zijn geen trappen meer, want men kan voortaan over een lichte helling omhoog lopen naar het station. Hierbij is dan ook direct een overdekte wachtrij gemaakt, zodat men ook als het sneeuwt of regent droog staat. Na deze rij komt men bij de controlepoortjes waarbij de skipas digitaal wordt gelezen, waarna vervolgens 160 personen kunnen instappen.
De nieuwe Ahornbahn is langer dan de oude, waarbij het voordeel is dat het dalstation dichter bij Mayrhofen ligt. De afstand tussen de Ahornbahn en de Penkenbahn bedraagt daarom nu ook nog maar 200 meter. Een skibus die dagelijks steeds Penkenbahn-Ahornbahn rijdt, zorgt ervoor dat men binnen 5 minuten van de Penkenbahn bij de Ahornbahn of omgekeerd is. De dalafdaling van de Ahorn is nog steeds geopend en is ook, ondanks dat het nieuwe dalstation verder weg ligt, goed te bereiken. De gehele dalafdaling wordt kunstmatig besneeuwd.

## Oude kabelbaan
De oude kabelbaan is gebouwd in 1968. In de gondel van deze oude versie van de Ahornbahn konden destijds 50 mensen per keer vervoerd worden. Naar schatting heeft de gondelbaan in zijn 37 jaren 11.123.227 mensen omhoog gebracht in niet minder dan 312.615 ritten. Gemiddeld genomen betekent dat dus dat het 36 mensen per rit zijn.
Bestaande kabelbanen:
150er Tux
· 4er Fernerhaus
· 8er Sommerberg
· 8SB Ahorn
· Ahornbahn
· DSB Ebenwald
· Eggalm-Nord
· Eggalmbahn
· Finkenberger Almbahn
· Finkenberger Almbahn II
· 6SB Gerent
· GletscherBus I
· GletscherBus II
· GletscherBus III
· 4SB Sunliner
· Horbergbahn
· 8SB Horbergjoch
· Katzenmoosbahn
· 6SB Knorren
· Kombibahn Penken
· Lämmerbichl
· Lärchwald Express
· 6SB Lattenalm
· 4SB Nordhang
· Penken-Express
· Penkenbahn
· Rastkogelbahn
· 6SB Schneekar
· 8SB Tappenalm
· 6SB Unterbergalm
· 6SB Wanglspitz

Verwijderde of vervangen liften:
3SB Penken